# Московский мул
«Московский мул» (англ. Moscow Mule, также упрямец) — коктейль на основе водки, имбирного пива и лайма, который подают в медной кружке. Популярность стал набирать после начала бума потребления русской водки в США в 1950-х годах. Название связано с ассоциацией водки и русской культуры у американцев. Классифицируется как лонг дринк. Входит в число официальных коктейлей Международной ассоциации барменов (IBA), категория «Современная классика» (англ. Contemporary classics).

## История
Началом производства коктейля принято считать 1941 год, когда известная американская компания «Хьюблейн» выкупила права на изготовление водки «Смирнофф». Идея возникла у работника компании Джона Мартина (John G. Martin), который поделился ею с владельцем компании Рудольфом Канеттом (Rudolf Kunett). Заодно разрешилась и проблема с перепроизводством имбирного пива, которое стало частью этого коктейля. Его начали подавать в ресторанах Лос-Анджелеса в 1942 году, а в 1943 употребляли уже и в соседних штатах (особенно в казино Лас-Вегаса и других крупных городах).
Из-за войны производство прекратилось, но в 1947 году возобновилось. И чтобы привлечь посетителей, в первое время коктейль наливали в оригинальные металлические кружки. Одновременно владельцы бренда провели успешное продвижение в массы, используя слоган «Он вышибет из вас дух». Считается, что «Московский мул» символизирует троянского коня, вошедшего в американскую культуру.
В 2022 году пуэрто-риканский рэпер Бэд Банни записал сингл «Moscow Mule», возглавивший хит-парады нескольких стран.

## Состав

Коктейль «Московский мул» в медной кружке

Данный коктейль смешивают из следующих ингредиентов:
- 45 мл водки
- 120 мл имбирного пива
- 10 мл сока лайма

В качестве гарнира используется долька лайма.

### Приготовление
В данном случае используется способ «билд», то есть необходимо положить тонкий ломтик имбиря на дно бокала и добавить лёд. Затем наливаем водку, заполняя бокал на четверть. Туда же выжать сок 1—2 долек лайма и до краёв залить стакан имбирным пивом (или имбирным элем). Перемешать барной ложкой и украсить долькой лайма.

## Вариации
Вариации используют различные ликёры вместо водки, с соответствующим изменением названия:
Кентуккийский мул, Лошадиный вожак: Бурбон.
Новоорлеанский мул: Бурбон и кофейный ликёр.
Джин-Джин мул, лондонский мул, Мюнхенский мул, Туманный Горн: Джин